# Pidjon habben

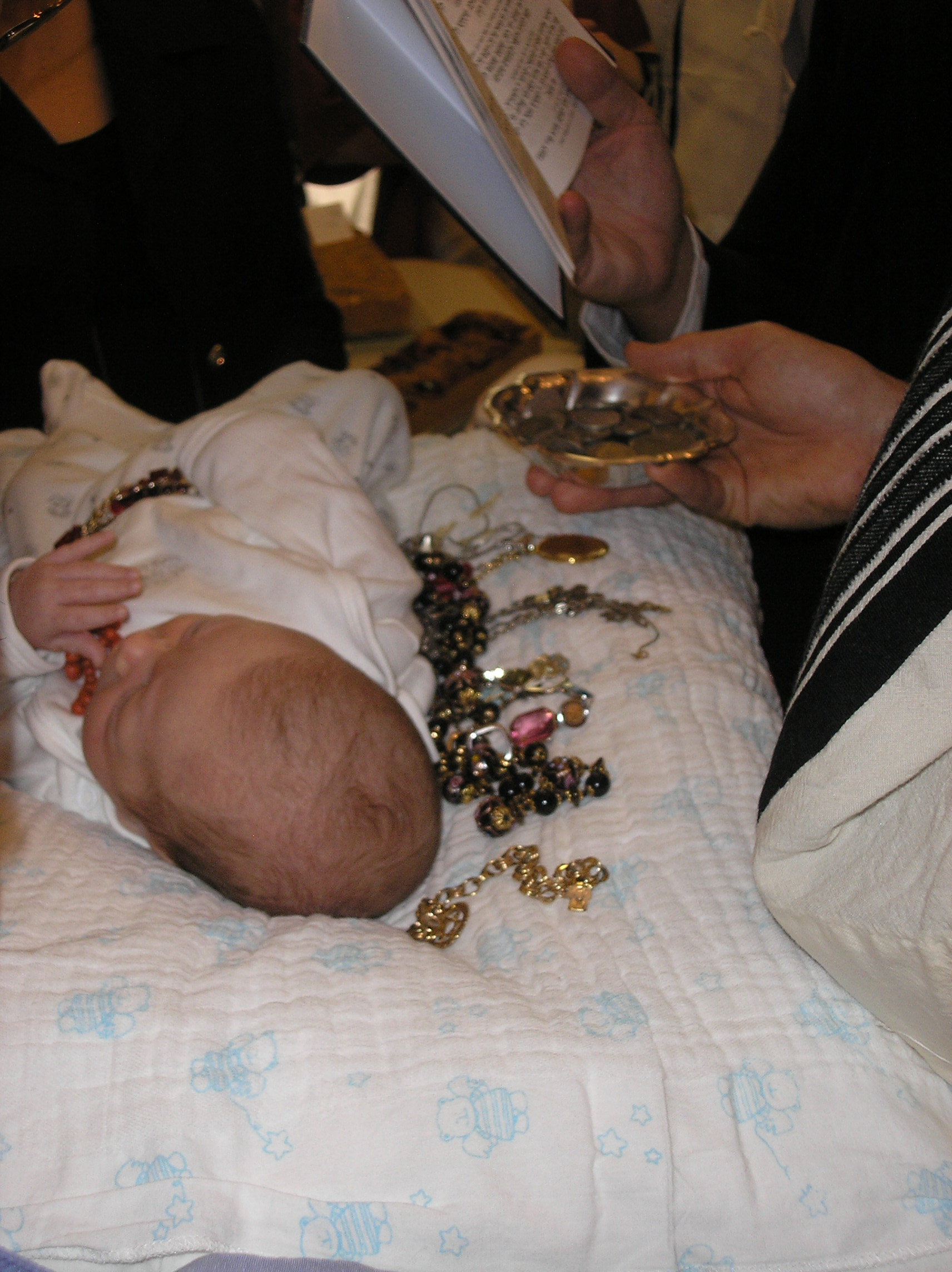
Pidyon haben

Pidjon habbén är hebreiska för "friköpande av sonen".
Den judiska sedvänjan pidjon habbén härstammar från händelsen när Gud skonade den förstfödde av hankön både hos människa och hos djur bland israeliterna. Allt annat förstfött av hankön i Egypten lät han dö för att förmå Farao att ge israeliterna tillåtelse att lämna slaveriet i Egypten (2Mos, 11:1-7). Som tack för att Gud besparade israeliterna denna olycka så skulle man offra alla förstfödda av hankön till Gud (2Mos, 13:11-16). Hos människan så bestod offret av att den förstfödde sonen skulle tjäna Gud som präst eller tempeltjänare, en mycket hedrande uppgift.
Israeliterna försakade dock denna hedersamma uppgift i anslutning till incidenten med guldkalven. Då valde Gud att stammen Levit, de enda som inte deltog i dansen runt guldkalven, skulle tjäna Gud som präster (2Mos, 32). Så istället för att låta sina förstfödda söner tjäna Gud genom prästerskap måste de nu friköpa sina söner från plikterna. De som anses härstamma från Levitstammen är de enda som inte behöver friköpa sina förstfödda söner.

## Ceremonin
Friköpandet sker när den förstfödde sonen uppnått en ålder av en månad. Ceremonin går till så att fadern med en symbolisk summa friköper sonen från plikterna i templet. Det är faderns plikt att se till att sonen blir utlöst, men om pojken inte blir det kan han göra det själv i vuxen ålder om han inte har blivit det som liten. Till ceremonin hör det också att man läser den aronitiska välsignelsen över barnet. Ceremonin får bara utföras av en kohein, en ättling till Moses bror Aron, eller en ättling till Jakobs son Levi. Det är härifrån som det judiska prästerskapet härstammar. Som förstfödd räknas endast barn som har fötts på vanligt sätt och alltså inte genom kejsarsnitt. Det finns olika åsikter om huruvida den yngre brodern till ett barn som fötts med kejsarsnitt behöver friköpas eller inte.
Inom judendomen har åsikterna gått åt olika håll och uppfattningen har gjort att denna ritual inom vissa kretsar har försvunnit eller helt enkelt fått en annan betydelse. Idag finns den framförallt kvar hos ortodoxa och konservativa judar.